# مارتین/جنرال داینامیکس آربی-۵۷اف کانبرا
مارتین/جنرال داینامیکس آربی-۵۷اف کانبرا (به انگلیسی: Martin/General Dynamics RB-57F Canberra) یک هواگرد ساختِ کارخانهٔ گلن ال. مارتین کمپانی وجنرال داینامیکس (بازتولید) است. نخستین استفاده‌کنندهٔ این هواگرد نیروی هوایی ایالات متحده آمریکا بوده‌است. این هواگرد برای نخستین بار در ۲۳ ژوئن ۱۹۶۳ میلادی مورد استفاده قرار گرفت.